# Jan Maas (kolarz)
Johannes Leonardus „Jan” Maas (ur. 17 czerwca 1900 w Steenbergen, zm. 5 września 1977 tamże) – holenderski kolarz torowy i szosowy, srebrny medalista olimpijski.

## Kariera
Największy sukces w karierze Jan Maas osiągnął w 1928 roku, kiedy wspólnie z Janusem Braspennincxem, Janem Pijnenburgiem, Pietem van der Horstem i Gerardem Boschem van Drakesteinem zdobył srebrny medal w drużynowym wyścigu na dochodzenie podczas igrzysk olimpijskich w Amsterdamie. Był to jedyny medal wywalczony przez Maasa na międzynarodowej imprezie tej rangi. Na rozgrywanych cztery lata wcześniej igrzyskach olimpijskich w Paryżu wystartował w czterech konkurencjach kolarskich, ale nie zdobył medalu. Najbliżej podium był w szosowym wyścigu ze startu wspólnego, który ukończył na szóstej pozycji. W stolicy Francji był też między innymi siódmy w torowym wyścigu na 50 km. W wyścigach szosowych startował głównie na terenie Holandii, nie odnosząc jednak większych sukcesów. Nigdy nie zdobył medalu na szosowych ani torowych mistrzostwach świata.